# Un été à Rome (téléfilm)

Un été à Rome (Sommer in Rom) est un téléfilm allemand, réalisé par Stephan Meyer, et diffusé le 11 octobre 2013 sur Arte.

## Fiche technique
- Titre allemand : Sommer in Rom
- Réalisation : Stephan Meyer
- Scénario : Matthias Stoltze, Lothar Kurzawa et Stephan Meyer, d'après un roman de Stefan Ulrich
- Photographie : Michael Tötter
- Musique : Martin Doepke
- Durée : 88 min

## Distribution
- Thomas Heinze : Michael Heinrich
- Esther Schweins : Susanne Heinrich
- Mala Emde : Caroline Heinrich
- Margarita Broich : Mme Selbach
- Anna Julia Kapfelsperger : Maria
- Dietrich Mattausch (en) : Ercole
- Daniel Rodic : Toni
- Nick Julius Schuck : Tobias Heinrich
- Irina Wrona : Federica